# Ancient Order of Foresters

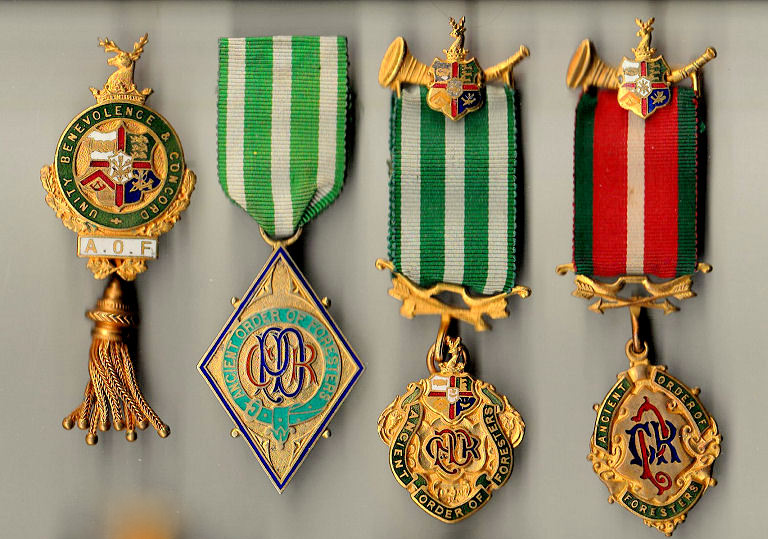
Médailles de l'AOF

L'Ancient Order of Foresters (AOF) est l'une des plus anciennes sociétés amicales, dont les origines se situent en Angleterre, dans le Yorkshire. Un premier Court (« Tribunal ») aurait établi au Knaresborough Castle (en) dans le village de Knaresborough en 1745. La première preuve de l'existence des Forestiers date de 1790, en une liste des membres du Court n°1 de cet ordre forestier se réunissant à la taverne Old Crown de Kirkdale à Leeds. C'était déjà une société de secours mutuel, sorte d'association caritative en cette fin de XVIIIe siècle. Cet ordre utilisait, pour créer une véritable fraternité entre ses membres, des cérémonies issues de rites ancestraux comme les rites forestiers ou druidiques utilisés aussi par le Druid Order, réveillé en 1717 à Londres. 
En 1834, l'Ancient Order of Foresters est devenu une société amicale portant le nom de Foresters Friendly Society. Diverses autres branches se sont créées : Independent Order of Foresters (1874), Catholic Order of Foresters (1879).

## Historique
L'AOF a pris de l'ampleur durant le XIXe siècle et comptait, en 1895, 4 899 tribunaux pour 731 442 membres. Leur avoir financier s'élevait à 5 119 842 £, leur permettant des actions de bienfaisance auprès de leurs membres.
À la fin du XIXe siècle, la Foresterie s'est répandue par delà l'Angleterre, en particulier dans les colonies britanniques, aux États-Unis et au Canada. En 1892, l'ordre fut accessible aux femmes par la création de tribunaux féminins.
Au XXe siècle, entre les deux guerres, l'AOF était devenu une Approved Society fonctionnant comme une National Health Insurance Scheme, avec des membres privés et de la fonction publique. Contrairement à beaucoup d'autres sociétés amicales après la création du National Health Service, l'AOF a continué son œuvre tout en offrant en plus des services financiers et des activités sociales. Les tribunaux prirent le nom de succursales et continuèrent leur soutien à de nombreuses œuvres de bienfaisance et créèrent un service historique pour produire des publications sur l'histoire forestière et leurs activités.

## Pratique et rituel
En Foresterie, le mot « tribunal » (Court) est utilisé à la place du mot « loge » (Lodge) utilisé par la franc-maçonnerie. Il provient directement de l'usage du tribunal des Forêts royales qui, depuis le Moyen-Âge, régissait les lois forestières spécifiques. 

De même, les Officiers de l'Ordre utilisaient les titres des fonctionnaires royaux des forêts, comme Ranger (garde forestier) et Woodward. Ainsi le chef désigné était le Ranger, le tribunal était gardé par deux Beadles. Un Senior Beadle et un Junior Beadle avaient pour tâche d'envoyer les convocations, visiter les malades, verser les allocations aux membres et prendre en charge les biens du tribunal. Les insignes du Beadle (bedeau) comprenaient des énormes cornes de vache (suspendues à l'épaule gauche) et des haches. Chaque Woodward portait une hache . Les officiers et les différents membres s'appellent :
- C.R. Chief Ranger
- P.C.R. Past Chief Ranger

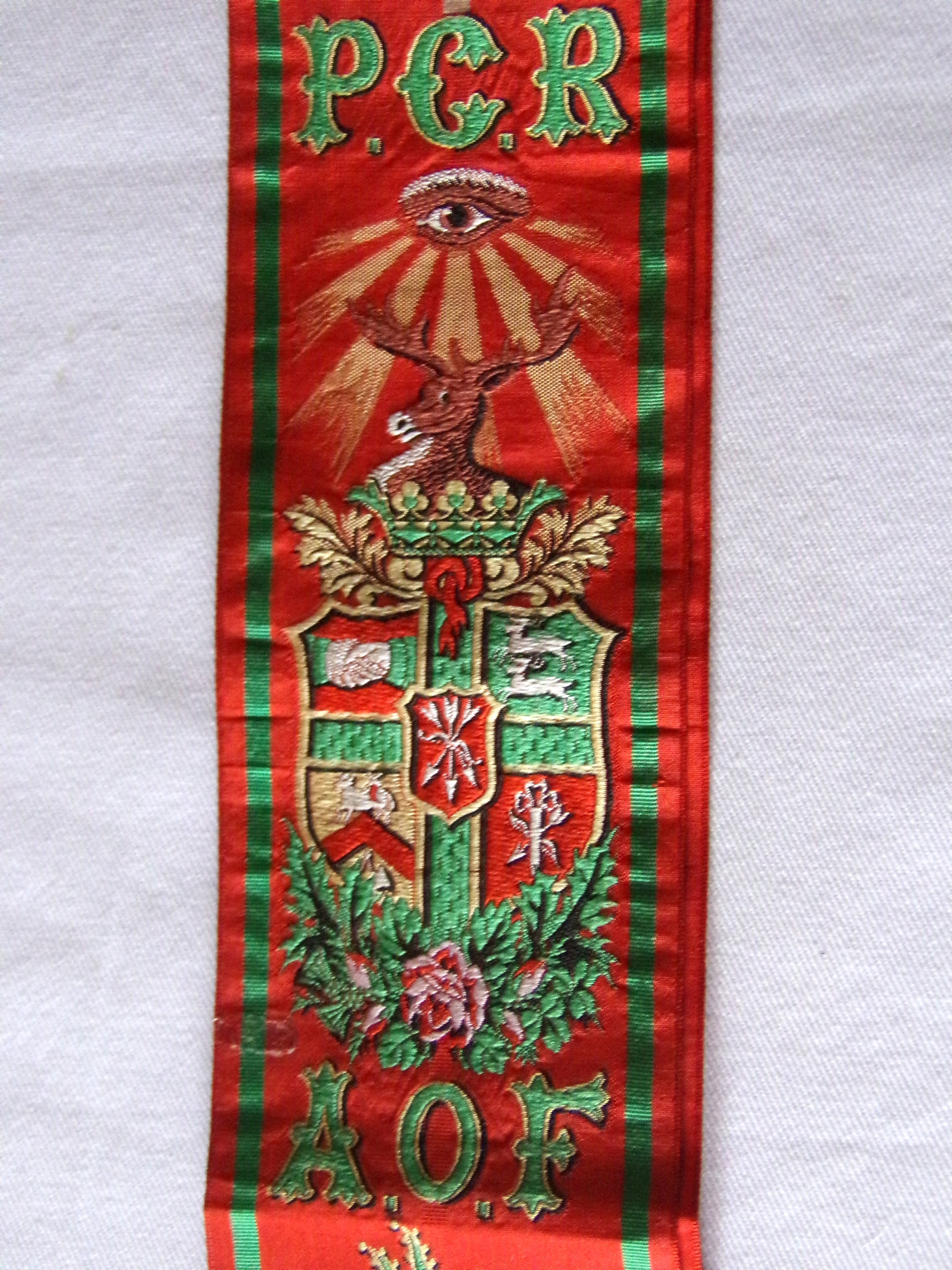
Détail d'un cordon de Past Chief Ranger de l'AOF

- P.D.C.R. Past District Chief Ranger
- S.C.R. Sub Chief Ranger
- D.S.C.R. District Sub Chief Ranger
- S.B. Senior Beadle
- J.B. Junior Beadle
- S.W. Senior Woodward
- J.W. Junior Woodward
- Treasurer
- C.T. Chief Treasurer
- C.S. Chief Secretary
- Sub Secretary
- Assistant Secretary
- Honorary Member
- Trustee
- Juvenile Society Officer
- Juvenile

En 1815, l'emblème de l'AOF fut conçu (voir photo ci-contre) portant la devise Unity, Benevolence & Concord parfois écrite en latin Unitas, Benevolentia, Concordia.